# Basil L. Plumley
Pour les articles homonymes, voir Plumley.
Basil L. Plumley, né le 1er janvier 1920 à Shady Spring et mort le 10 octobre 2012 à Columbus, surnommé Old Iron Jaw, est un soldat américain.

## Biographie
Fantassin dans les troupes aéroportées de l'United States Army, il est connu pour ses réalisations dans le 1er bataillon du 7e régiment de cavalerie à la bataille de Ia Drang en 1965 lors de la guerre du Viêt Nam.

## Postérité
Le lieutenant-général Harold « Hal » Moore le décrit dans le livre We Were Soldiers Once... and Young (1992) qui a été adapté au cinéma dans Nous étions soldats (2002).